# کورت چکالا
کورت چکالا (آلمانی: Kurt Czekalla; ۳۰ سپتامبر ۱۹۳۰ – ۱۹ مارس ۲۰۰۲) تیرانداز اهل آلمان بود.
وی در مسابقات کشوری و بین‌المللی در مجموع برندهٔ ۱ مدال برنز شده‌است.